# Olasunkanmi Adeniyi
Olasunkanmi Adeniyi (* 12. September 1997 in Lagos, Nigeria) ist ein US-amerikanischer American-Football-Spieler. Er spielt auf der Position des Linebackers, zuletzt für die Tennessee Titans in der National Football League.

## Karriere
In Nigeria geboren, kam er im Alter von acht Jahren in die Vereinigten Staaten. Trotz des Alters eines Drittklässlers wurde er als reif für die fünfte Klasse eingestuft. Seine Mutter wählte für ihn die vierte Klasse. Im Alter von 16 schloss er die Highschool ab und ging danach auf die University of Toledo, wo er für die Toledo Rockets College Football spielte. Insgesamt spielte er dort 27 Spiele, in denen er 118 Tackles und 12,5 Sacks erzielte. Der auf der Position des Defensive End eingesetzte Adeniyi saß 2014 als Redshirt aus und konnte 2015 als Backupspieler in sieben Partien drei Tackles erzielen. Als Redshirt Sophomore startete er alle zwölf Spiele und erzielte dabei 49 Tackles und 4,0 Sacks. In seinem letzten Jahr startete er schlecht, als er in den ersten sechs Saisonspielen nur einen Sack erzielte. In der zweiten Saisonhälfte gelangen ihm jedoch 7,5 Sacks, er half so den Rockets, ihren ersten MAC-Titel seit 2004 zu erzielen. Für seine Leistungen wurde er ins Second-team All-MAC gewählt.
Nachdem er im NFL Draft 2018 nicht ausgewählt worden war, verpflichteten ihn die Pittsburgh Steelers. Während der Preseason konnte er durch gute Leistungen glänzen, doch im letzten Preseason-Spiel zog sich Adeniyi eine Oberschenkelverletzung zu. Nachdem er es anfangs noch in den finalen Kader geschafft hatte, wurde er einen Tag danach bereits auf der Injured Reserve List platziert, jedoch als designated to return gekennzeichnet. Nachdem er am 21. November 2018 bereits wieder begann, mit dem Team zu trainieren, wurde er am 1. Dezember in den aktiven Kader zurückgeholt.
2019 lief Adeniyi in allen 16 Spielen auf. Er sah die meiste Einsatzzeit in den Special Teams, in denen er auch zwei Fumbles erzwang. In der Defense spielte er weniger als 70 Snaps und konnte nur zwei Tackles erzielen. Insgesamt erzielte er acht Tackles.
Während der Saison 2020 kam er ebenfalls hauptsächlich in den Special Teams zum Einsatz. Hier konnte er sieben Tackles erzielen und einen Fumble erzwingen. Im März 2021 schloss Adeniyi sich den Tennessee Titans an.
Hier konnte er in 16 Spielen 2,5 Sacks und 21 Tackles, davon zwei für Raumverlust, erzielen. Sein Haupteinsatzgebiet waren jedoch erneut die Special Teams, wo er 74 % der Snaps spielte. Er wurde als Special Teamer auch als Ersatz für den Pro Bowl (Pro Bowl Alternate) gewählt. Im März 2022 einigte er sich mit den Titans auf einen neuen Einjahresvertrag. Zur Saison 2022 schaffte er es erneut in den Kader, fiel jedoch vom dritten bis dreizehnten Spieltag verletzungsbedingt aus. Nach dem 14. Spieltag wurde er entlassen. Daraufhin einigte sich Adeniyi mit den Steelers auf einen Vertrag, der nach einer negativen medizinischen Untersuchung nicht zustande kam.